# Christoffer Malm
Lucas Christoffer Malm, född 23 januari 1991 i Ängelholm, Sverige, är en svensk före detta ishockeyspelare (forward) som numera sportchef i AIK Hockey.

## Karriär
Malm började sin karriär i Rögles ungdomsakademi. Men valde vid 17 års ålder att börja spela med Jonstorp IF. Där var han aktiv spelade i både Div1- och 2 fram tills att han valde att lägga skridskorna på hyllan. 
2018, efter att studera Sport Management, på Malmö Universitet, började han arbeta som Head scout i Rögle BK. Efter ett år utökades Malms arbetsuppgifter och han blev sedermera assisterande sportchef. 
Den 1 april 2021 blev Malm sportchef för AIK hockey.